# شارة اتحاد النرويج والسويد

شارة الاتحاد بنسبة 5:4 استخدم في الأعلام السويدية

علامة الاتحاد المربعة استخدمت في الأعلام النرويجية

شارة اتحاد النرويج والسويد أو علامة اتحاد النرويج والسويد (بالسويدية: unionsmärket أو unionstecknet؛ بالنرويجية: unionsmerket) كانت الرمز للاتحاد بين السويد والنرويج. كانت تُدرج في علم السويد وعلم النرويج منذ 1844 لتشير إلى الاتحاد بين الدولتين في اتحادٍ شخصيّ. تجمع الشارة بين ألوان علمي المملكتين، موزعة بالتساوي، لتعكس حالتهما على قدم المساواة ضمن الاتحاد. استخدم تصميم الشارة القائم بذاته في الأعلام الدبلوماسية والأعلام البحرية للاتحاد. بقيت شارة الاتحاد جزءاً في علمي كلا الدولتين حتى أُزيلت من الأعلام التجارية وأعلام الدولة في النرويج في عام 1899؛ بسبب عدم رضا النرويجيين عن الاتحاد. بقيت الشارة على رايات النرويج البحرية وكل الأعلام السويدية حتى تفكك الاتحاد بين السويد والنرويج في عام 1905.

## خلفية تاريخية
جاء الاتحاد نتيجةً الحروب النابليونية، عندما كان ملك الدنمارك-النرويج على الجانب الخاسر، أُجبر على التخلي عن النرويج لملك السويد حسب معاهدة كيل في عام 1814. ونتج عن المقاومة النرويجية إعلان الاستقلال الوطنيّ واعتماد دستور في 17 أيار 1814. أسفرت الحرب القصيرة مع السويد عن اتفاقية موس في 14 آب 1814 ومراجعة للدستور النرويجي في 4 أيار 1814 لإفساح المجال لاتحادٍ شخصيّ. في نفس اليوم، قرر البرلمان النرويجي انتخاب كارل الثالث عشر ملكاً على النرويج.
وفقاً لدستور تشرين الثاني 1814، كان لدى النرويج علمها التجاريّ الخاص؛ لكن راية الحرب كانت تعكس الاتحاد. قُدم العلم النرويجي الحالي في 1821؛ لكن استخدامه كان مقيداً. علم الاتحاد الحربي في 1815 كان العلم السويديّ مشوباً بصليب القديس آندرو على قاعدة حمراء لتمثل النرويج. كان الرأي العام في النرويج أن هذا الوضع غير مُرضٍ، وطالبوا بتعديل الأعلام والشعارات لتعكس حالة البلدين على قدم المساواة ضمن الاتحاد.

## الأعلام الجديدة في عام 1844

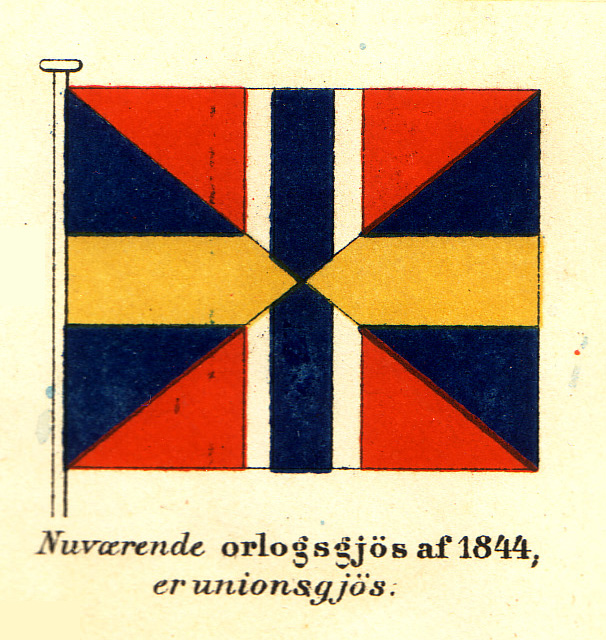
علم الاتحاد البحري والعلم الدبلوماسي للنرويج والسويد 1844–1905. النسبة 4:5 لشارة الاتحاد كانت في علم السويد.

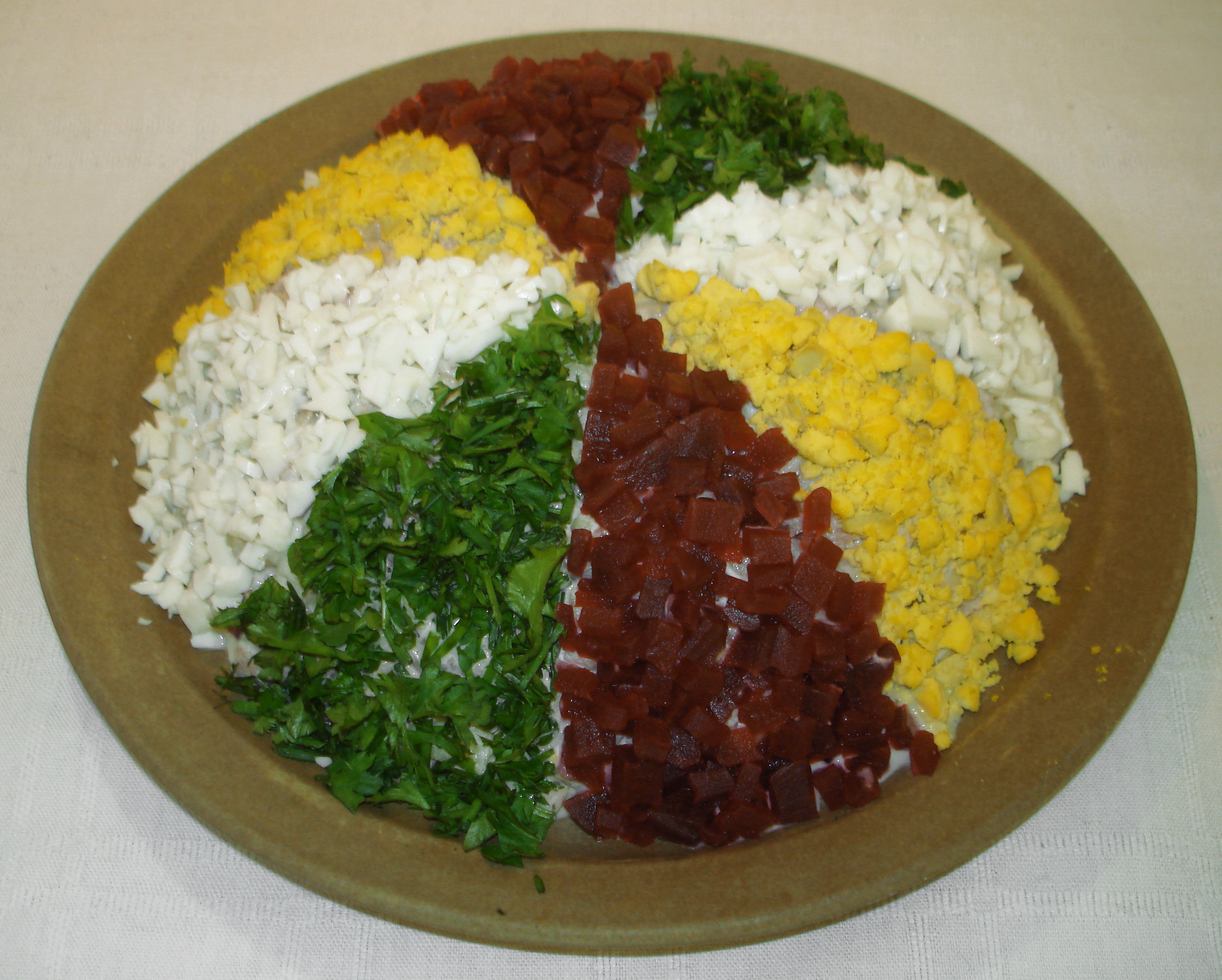
سلطة الرنجة النرويجية، تقليدياً تُزين بقطع صفار البيض، وببياض البيض، وبجذور الشمندر، وبالبقدونس. تشابه الزينة أعطى شارة الاتحاد الاسم الساخر "سلطة الرنجة".

في 1844، سن الملك أوسكار الأول مقترحات لجنة مشتركة لكلا البلدين. أُنشئت شارة الاتحاد، تجمع ألوان علمي البلدين، موزعة بالتساوي. وُضعت الشارة في زاوية كل علم، بما في ذلك الأعلام التجارية، واللتين كانتا بدون أي رموز للاتحاد. حصلت كل دولة على أنظمة منفصلة، ولكن متوازية للأعلام، لتدل بوضوح على المساواة بينهما.
كانت تُستخدم شارة الاتحاد وحدها كراية بحرية في كلا البدين، وكعلم للتمثيل الدبلوماسي المشترك لكلا البلدين في الخارج. كان قياس العلم الدبلوماسي 4:5 كما ظهر في العلم السويدي، خلافاً للشكل المربع في العلم النرويجي. كانت تُستخدم الشارة كعلم جوي (علم طيران) والذي كان مشابهاً للعلم البحري لكن حوله حدود بيضاء.
كان اللون الأزرق في شارة الاتحاد متشابهاً كما في بقية أجزاء العلم، دائماً الأزرق الداكن الموجود في العلم النرويجي. كان اللون الأزرق في الأعلام السويدي قبل عام 1905 داكناً أكثر من العلم الحالي.
كانت شارة الاتحاد شائعةً أولاً في النرويج كإشارة للوضع المتساوي للنرويج في الاتحاد. أما في السويد، فقد نظر جزءٌ من الشعب نحو الشارة كتدنيس لعلمهم، ووصفه أحد خصومه بـ«سلطة الرنجة» (بالنرويجية: sildesalaten، بالسويدية: sillsalladen)؛ لتشابهه مع طبقٍ إسكندنافيٍ شائع. لقد أصبح شائعاً بهذا الاسم في كلا البلدين وحتى هذا اليوم في لغتي كلا البلدين.

## إلغاؤه
خلال سبعينات القرن التاسعة عشر، أصبح الاتحاد غير مرغوباً به على نحوٍ متزايد، ونتيجةً لذلك أصبحت النظرة نحو شارة الاتحاد كإشارة لعدم التساوي؛ ولكن كاتحادٍ مفروض على البلد ضد إرادته. جعل الرادكاليون (الجذريون) هدفهم السياسي لإعادة تقديم «نقاء» العلم النرويجي كخطوةٍ أولى من أجل حل الاتحاد. صوتت الأغلبية البرلمانية لإزالة الشارة ثلاث مرات؛ ولكنها تقهقرت بالفيتو الملكي مرتين. أخيراً في 1898، أُلغي الفيتو الملكي الثالث وأُزيلت شارة الاتحاد من العلم القومي (التجاري) وعلم الدولة. بقيت الشارة في العلم الحربي (الراية البحرية)؛ لأن ذلك كان من الشؤون الخاضعة للملك. على أي حال، قدم البرلمان علم دولةٍ جديدة للمباني الحكومية، مشابه للعلم الحربي، ولكن بدون شارة الاتحاد. ورُفع العلم النرويجي «الصافي» مرةً أخرى في 1899. بعد انسحاب النرويج أحادي الجانب من الاتحاد في 7 حزيران 1905، اختفت شارة الاتحاد من الراية البحرية في 9 حزيران. بقيت الشارة في الأعلام السويدية حتى اعترفت السويد رسمياً بفك الاتحاد. أُزيلت شارة الاتحاد من الأعلام التجارية والرايات البحرية واستبدلت بحقلٍ أزرق؛ وذلك وفقاً لمرسومٍ ملكي في 27 تشرين الأول.

## معرض الصور

### النرويج

علم النرويج 1844–1898/99
العلم الحربي، والعلم والراية الملكية 1844–1905، وعلم الدولة 1844–1899

### السويد

علم السويد 1844–1905
علم الدولة، والعلم الحربي، والعلم و الراية الملكية 1844–1905

## اقرأ أيضاً
- علم الصليب الشمالي